# Rudolf Carl Pekelharing
Rudolf Carl Pekelharing (Hilversum, 4 augustus 1915 – Amsterdam, 26 maart 2000) was een Nederlands ambassadeur.

## Biografie
Pekelharing was een zoon van mr. Cornelis Johannes Pekelharing en Johanna Wilhelmina Mauve. Hij trouwde in 1938 met Ingrid Eileen Blom (1916-1977), lid van de patriciaatsfamilie Blom en dochter van Otto Blom. Hij trad in 1946 in dienst van het ministerie van Buitenlandse Zaken. Hij werd benoemd tot ambaasadeur te Singapore en was van 1972 tot 1976 ambassadeur te Canberra.
Pekelharing was officier in de Orde van Oranje-Nassau.